# Швајкерсхаузен
Швајкерсхаузен (њем. Schweickershausen) општина је у њемачкој савезној држави Тирингија. Једно је од 43 општинска средишта округа Хилдбургхаузен. Према процјени из 2010. у општини је живјело 148 становника. Посједује регионалну шифру (AGS) 16069046.

## Географски и демографски подаци
Швајкерсхаузен се налази у савезној држави Тирингија у округу Хилдбургхаузен. Општина се налази на надморској висини од 340 метара. Површина општине износи 9,8 km². У самом мјесту је, према процјени из 2010. године, живјело 148 становника. Просјечна густина становништва износи 15 становника/km².